# عامر هارون
عامر هارون لاعب كرة قدم سعودي محترف، يلعب في خط الدفاع يلعب حالياً في النادي العربي.

## مسيرة اللاعب
كانت بداياته نادي الشباب أعاره الشباب إلى نادي الوحدة لمدة سنة في عام 2015 و بعدها انتقل إلى نادي الوحدة ووقع مع نادي العين في عام 2019 و انتقل إلى النادي العربي في عام 2022.

## الحياة الشخصية
عامر هو شقيق اللاعب عبد العزيز هارون.

## روابط خارجية
- عامر هارون على موقع قاعدة بيانات كرة القدم.إي يو (الإنجليزية)
- عامر هارون على موقع Soccerway.com (الإنجليزية)